# Licang
För andra betydelser, se Licang (olika betydelser).
Licang är ett stadsdistrikt i Qingdao i Shandong-provinsen i norra Kina.